# Ланге Ернест Матісович
Ернест Матісович Ланге (латис. Ernest Lange, 1903, Лутринська волость Голдінгенського (Кулдигського) повіту Курляндської губернії, тепер Латвія — ?) — латиський радянський діяч, селянин Салдуської волості Кулдигського повіту Латвійської РСР. Депутат Верховної ради СРСР 2-го скликання.

## Життєпис
Народився в бідній селянській родині. З дитячих років наймитував, з 1922 року працював у власному сільському господарстві.
Після окупації радянськими військами Латвії, з 1940 до 1941 року працював завідувачем земельного відділу Кулдігського повітового виконавчого комітету.
Під час німецько-радянської війни був евакуйований в Кунгурський район Молотовської області РРФСР. З грудня 1942 року — в Червоній армії. З 1944 року служив навідником 2-ї мінометної роти, командиром відділення та помічником командира взводу 5-ї стрілецької роти 123-го гвардійського стрілецького полку 43-ї гвардійської латиської стрілецької дивізії 43-го гвардійського стрілецького корпусу Північно-Західного та 2-го Прибалтійського фронтів. У грудні 1944 та березні 1945 року був поранений, лікувався в госпіталях. У 1945 році демобілізований із радянської армії, повернувся до Латвії.
Член ВКП(б) з 1943 року.
З 1945 року — селянин Салдуської волості Кулдигського повіту Латвійської РСР.
Подальша доля невідома.

## Звання
- гвардії молодший сержант
- гвардії сержант
- гвардії старший сержант

## Нагороди
- орден Вітчизняної війни І ст. (16.03.1945)
- орден Слави ІІІ ст. (29.12.1944)
- медаль «За відвагу» (5.02.1944)
- медалі